# Lorenzo Soleri
Lorenzo Soleri (zm. ok. 1527 w Vercelli) – włoski dominikanin i inkwizytor.

## Życiorys
Pochodził prawdopodobnie z miejscowości Sant'Agata koło Como. Prawie nic nie wiadomo o jego młodości. Wstąpił do zakonu dominikanów i w 1474 został przypisany do konwentu S. Paolo w Vercelli. Rok później wybrano go na przeora tego konwentu, ale po zaledwie kilku miesiącach musiał zrezygnować i opuścić konwent ze względu na wewnętrzne konflikty w tamtejszej wspólnocie dominikańskiej. Następnie był przeorem w Cherasco (1478/79).
10 stycznia 1483 generał zakonu dominikanów Salvo Cassetta mianował Soleriego inkwizytorem diecezji Vercelli, Ivrei, Novary i Como. W 1483 ponownie był też przeorem konwentu w Vercelli. W latach 1493–1495 sprawował urząd prowincjała Lombardii Górnej. Urząd inkwizytora sprawował co najmniej do roku 1517, jednak w maju 1505 jego okręg inkwizytorski został podzielony na trzy mniejsze. Soleri został wówczas inkwizytorem trybunału w Vercelli, z jurysdykcją nad diecezjami Vercelli i Ivrei. Ponieważ jego następca na stanowisku inkwizytora Vercelli został mianowany w 1527, jest prawdopodobne, że Soleri również zmarł dopiero w 1527 lub niedługo przed tą datą.

## Działalność inkwizytorska
Lorenzo Soleri znany jest z racji wzmianek, jakie pojawiły się na jego temat w napisanym w 1486 podręczniku dla łowców czarownic Malleus Maleficarum, choć nie został tam wymieniony z imienia, a jedynie z funkcji (inquisitor Cumanus, inkwizytor Como). Autor Malleusa, Heinrich Kramer, podał, że w 1485 Soleri został wezwany przez mieszkańców Bormio w celu wyplenienia plagi czarownic. Po przybyciu Lorenzo Soleri miał skazać na stos aż 41 czarownic w ciągu samego tylko 1485 roku.
Zachowana dokumentacja z procesów inkwizycyjnych w diecezji Como częściowo potwierdza świadectwo Kramera, choć wskazuje na znacznie mniejszą liczbę ofiar i w nieco dłuższym okresie. Według dokumentów, tylko pięć czarownic spalono w Bormio w roku 1485, natomiast w dwóch poprzednich (1483/84) spalono czternaście czarownic i jednego żyda, przy czym procesom tym przewodniczyli wikariusze Soleriego a nie on sam. Trzy dalsze rzekome czarownice zostały spalone w Lezzeno w 1487 z wyroku jednego z wikariuszy Soleriego, co łącznie daje co najmniej 23 udokumentowane egzekucje.